# ASTERIA
ASTERIA (Arcsecond Space Telescope Enabling Research in Astrophysics) — миниатюрный космический телескоп размерами около 10×20×30 см и массой около 12 кг, конструкция которого основана на сборках CubeSat-Standard. Он был запущен из Космического центра Кеннеди к МКС 14 августа 2017 года на космическом корабле Dragon CRS-12 на ракете-носителе Falcon 9 и выведен оттуда на низкую околоземную орбиту 20 ноября 2017 года. На этапе проекта продолжительностью 90 дней была продемонстрирована пригодность этого спутника для обнаружения экзопланет транзитным методом.